# 戴维·布雷德

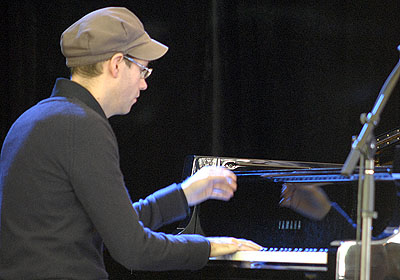

戴维·布雷德（David Braid，1975年3月25日—），加拿大钢琴家及作曲家，多伦多人。1998年多伦多大学畢業，计算机工程、音乐双主修。2003年起任職多伦多大学音乐系教授、常驻艺术家。2012年冬季学期曾任聖方濟沙勿略大學（Saint Francis Xavier University）访问教授。

## 所获奖项
- 2012 《Verge》 获朱诺奖 年度爵士专辑奖
- 2011 《Spirit Dance: David Braid and the Canadian Brass》 获  朱诺奖 年度器乐专辑提名
- 2009  SOCAN  年度作曲家
- 2008 全国爵士奖 年度键盘类演奏家
- 2007 “Murley-布雷德四重奏”获全国爵士奖 年度声学组合
- 2007  SOCAN 及全国爵士奖 年度作曲家
- 2007 Twotet/Deuxtet: Brubeck 布雷德二重奏 获朱诺奖 年度爵士专辑提名
- 2005 Mnemosyne’s March 获汉密尔顿音乐奖 年度爵士专辑奖
- 2005 Mnemosyne’s March, Murley/布雷德四重奏获全国爵士奖 年度爵士专辑奖
- 2005 Mnemosyne’s March, Murley /布雷德四重奏获朱诺奖 年度爵士专辑提名
- 2005 《Zhen: 戴维·布雷德六重奏现场二》获朱诺奖 年度爵士专辑提名
- 2005 Vivid: 戴维·布雷德六重奏现场 获汉密尔顿音乐奖 年度爵士专辑奖
- 2004 Vivid: 戴维·布雷德六重奏现场 获朱诺奖年度爵士专辑奖
- 2001 获加拿大艺术理事会 JazzID奖项
- 1998 毕业班最高分李氏奖，多伦多大学
- 1998 总督学术奖章提名,多伦多大学
- 1998 最值得称誉表演作品,福塞特奖,多伦多大学

## 主要作曲节目
- (2001-2013) 六十部爵士六重奏作品 (500 分钟)
- (2013) “爵士组曲二”:弦乐四重奏及钢琴 (60 分钟)
- (2012) “爵士组曲一”:单簧管、小提琴、大提琴和钢琴 (90 分钟)
- (2012) 作品三首,单簧管、小提琴、低音提琴和钢琴 (20 分钟) (2012) “Chauvet”:弦乐四重奏和钢琴 (20 分钟)(2010) 作品八首,钢琴独奏 (60 分钟)
- (2010) “精灵之舞”组曲:铜管五重奏和钢琴 (60 分钟)
- (2005) 乐队和即兴钢琴作品 (10 分钟), 温尼伯交响乐团首演

## 录音作品
- 2012 《St. John’s: Falling Through》,现场独奏及二重奏
- 2011 《Verge》,戴维·布雷德钢琴独奏
- 2010 《Spirit Dance》,戴维·布雷德&加拿大铜管乐队
- 2009 《DMBQ Live》,戴维·布雷德爵士五重奏现场
- 2007 《Twotet Deuxtet》, 戴维·布雷德和Matt Brubeck
- 2005 《Mnemoseyne’s March》David Braid/Mike Murley 四重奏
- 2005 《Zhen》 戴维·布雷德六重奏现场二,于 Top of the Senator
- 2004《Beginnings》,戴维·布雷德和 Phil Nimmons
- 2003 《Vivid》戴维·布雷德六重奏现场一,于 Top of the Senator
- 2001 《戴维·布雷德:戴维·布雷德六重奏》